# Spengler Cup 1984
Der Spengler Cup 1984 (französisch Coupe Spengler 1984) war die 58. Auflage des gleichnamigen Wettbewerbs und fand vom 26. bis 30. Dezember 1984 im Schweizer Luftkurort Davos statt. Als Spielstätte fungierte das dortige Eisstadion.
Es siegte das erstmals teilnehmende Team Canada, das drei seiner vier Partien gewann, vor dem ASD Dukla Jihlava. In den folgenden Jahren wurde die aus kanadischen Legionären und Collegespielern zusammengestellte Mannschaft des kanadischen Eishockeyverbandes eine feste Institution des Cups. Der Tschechoslowake Petr Rosol war mit neun Scorerpunkten, darunter vier Tore, erfolgreichster Akteur des Turniers.

## Modus
Die fünf teilnehmenden Teams spielten in einer Einfachrunde im Modus «jeder gegen jeden», so dass jede Mannschaft vier Spiele bestritt. Die punktbeste Mannschaft errang den Turniersieg.

## Turnierverlauf
| Dezember 1984 | ASD Dukla Jihlava | 4:1 (2:0, 1:1, 1:0) | Team Canada | Eisstadion, Davos |

| Dezember 1984 | HC Davos | 2:2 (1:1, 1:1, 0:0) | Schwenninger ERC | Eisstadion, Davos |

| Dezember 1984 | HC Davos | 5:4 (0:1, 3:3, 2:0) | Chimik Woskressensk | Eisstadion, Davos |

| Dezember 1984 | Schwenninger ERC | 6:2 (1:1, 3:1, 2:0) | ASD Dukla Jihlava | Eisstadion, Davos |

| Dezember 1984 | ASD Dukla Jihlava | 1:1 (0:0, 1:1, 0:0) | Chimik Woskressensk | Eisstadion, Davos |

| Dezember 1984 | Team Canada | 3:1 (1:0, 2:0, 0:1) | Schwenninger ERC | Eisstadion, Davos |

| Dezember 1984 | HC Davos | 2:9 (0:1, 0:1, 2:7) | Team Canada | Eisstadion, Davos |

| Dezember 1984 | Chimik Woskressensk | 6:3 (2:0, 2:1, 2:2) | Schwenninger ERC | Eisstadion, Davos |

| Dezember 1984 | HC Davos | 2:13 (1:3, 1:5, 0:5) | ASD Dukla Jihlava | Eisstadion, Davos |

| Dezember 1984 | Team Canada | 4:3 (0:0, 1:3, 3:0) | Chimik Woskressensk | Eisstadion, Davos |

| Pl. |                     | Sp | S | U | N | Tore  | Punkte |
| --- | ------------------- | -- | - | - | - | ----- | ------ |
| 1.  | Team Canada         | 4  | 3 | 0 | 1 | 17:10 | 6:2    |
| 2.  | ASD Dukla Jihlava   | 4  | 2 | 1 | 1 | 20:10 | 5:3    |
| 3.  | HC Davos            | 4  | 1 | 1 | 2 | 11:28 | 3:5    |
| 4.  | Chimik Woskressensk | 4  | 1 | 1 | 2 | 14:13 | 3:5    |
| 5.  | Schwenninger ERC    | 4  | 1 | 1 | 2 | 12:13 | 3:5    |

## Siegermannschaft
| Spengler-Cup-Sieger Team Canada | Torhüter: Ken Hodge, John Kemp Verteidiger: Dave Fretz, Mike Heidt, Bruce Kilgour, Tim Krug, Parie Proft, Mike Zettel Stürmer: Tim Cranston, Kelly Glowa, Dave Gorman, Brian Hills, Bill Holowaty, Pat Lahey, Mark Lofthouse, Darren Lowe, Steve Marengère, Don McLaren, Daniel Métivier, Rob Plumb, Bart Yachimec Cheftrainer: Andy Murray |

## All-Star-Team
| Angriff:      | Wladimir Schtschurenko – Rob Plumb – Petr Rosol |
| Verteidigung: | Dave Fretz – Greg Theberge                      |
| Tor:          | SERC Matthias Hoppe                             |